# Klaus Hemmerle

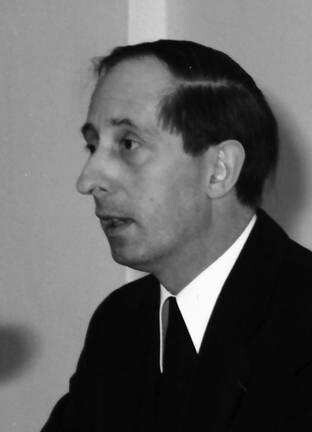
Klaus Hemmerle (1977)

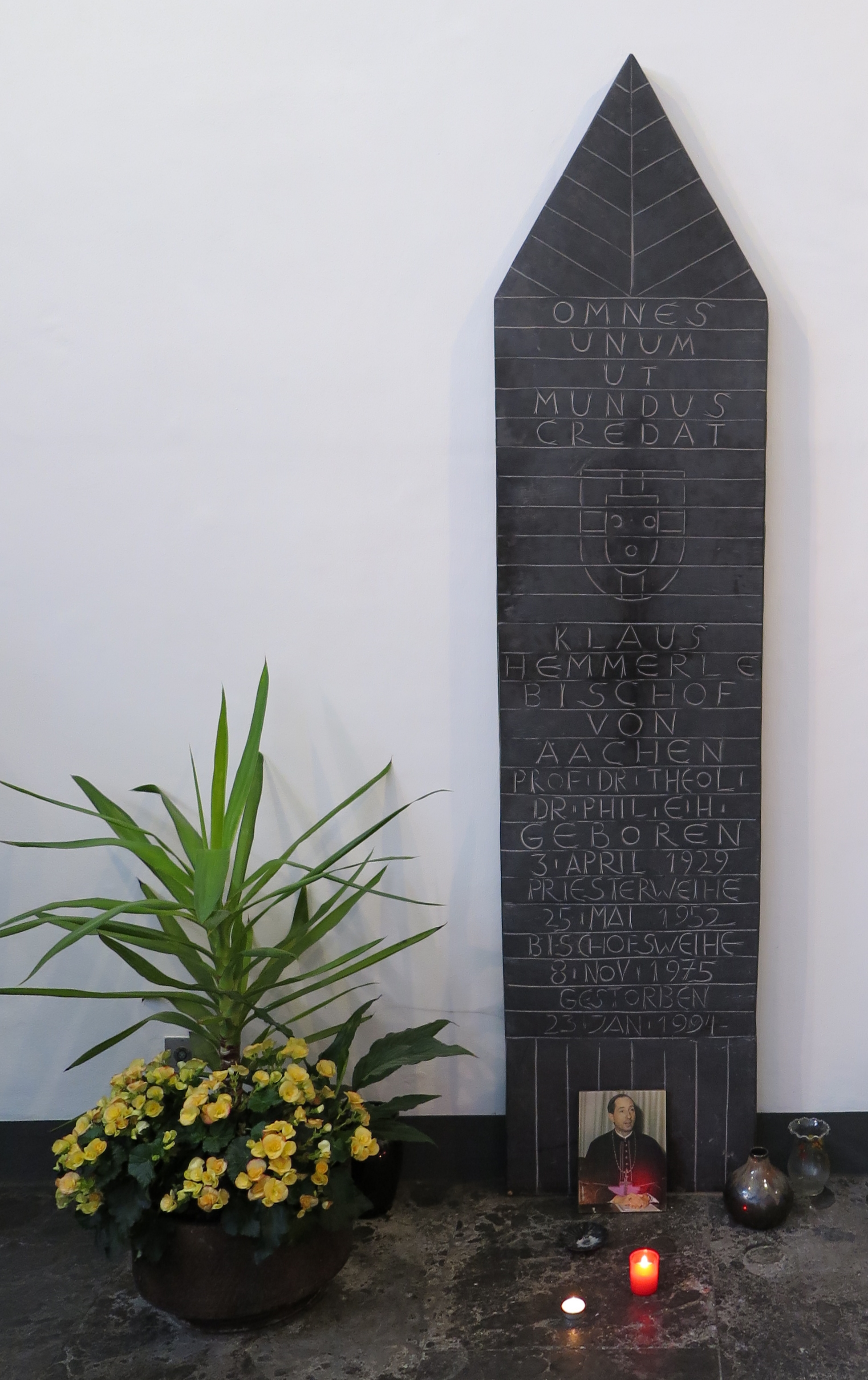
Gedenkstein für Klaus Hemmerle in der Allerheiligenkapelle des Aachener Doms (2014)

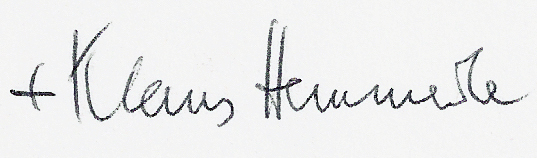
Klaus Hemmerle. Signatur 1993

Bischofswappen

Klaus Hemmerle (* 3. April 1929 in Freiburg im Breisgau; † 23. Januar 1994 in Aachen) war ein deutscher römisch-katholischer Geistlicher und Bischof von Aachen. 

## Leben
Hemmerle wurde am 3. April 1929 in Freiburg als einziges Kind seiner Eltern Franz-Valentin und Maria Hemmerle geboren. Der Vater war Kunstmaler, der Bruder seiner Mutter der Komponist und Kirchenmusiker Franz Philipp.
Hemmerle besuchte ab 1939 das humanistische altsprachliche Berthold-Gymnasium in Freiburg. Nach dem Abitur 1947 studierte er an der Albert-Ludwigs-Universität Freiburg und am Priesterseminar St. Peter/Schwarzwald Philosophie und Theologie. In Freiburg wurde er Mitglied des Katholischen Studentenvereins Bavaria im Kartellverband katholischer deutscher Studentenvereine (KV). Dieser Verbindung und dem gesamten KV blieb er sein Leben lang verbunden und publizierte auch häufig in den Akademischen Monatsblättern des KV. Am 25. Mai 1952 wurde er zum Priester geweiht worden. 1957 wurde er zum Doktor der Theologie promoviert und habilitierte sich 1967 mit einer Arbeit über Schellings Spätphilosophie.
Von 1956 bis 1961 war Hemmerle Gründungsdirektor der Katholischen Akademie der Erzdiözese Freiburg.
1969 war Hemmerle zunächst Privatdozent in Bonn und von 1970 bis 1973 Professor für Fundamentaltheologie an der Universität Bochum. Von 1973 bis 1975 war er Professor für Christliche Religionsphilosophie an der Universität Freiburg und nach seiner Weihe zum Bischof von Aachen durch Johannes Pohlschneider am 8. November 1975 in Freiburg weiter Honorarprofessor an dieser Hochschule. Sein Wahlspruch lautete: Omnes unum ut mundus credat (Joh. 17, 21).
Hemmerle, von 1968 bis 1974 Geistlicher Direktor des Zentralkomitees der deutschen Katholiken, war maßgeblich an der Organisation der Katholikentage in Essen (1968), Trier (1970) und Mönchengladbach (1974) sowie des Ökumenischen Pfingsttreffens in Augsburg beteiligt.
Hemmerle schrieb zahlreiche Artikel und Bücher.
Als junger Priester lernte er in den fünfziger Jahren die Fokolar-Bewegung kennen, der er zeitlebens nahestand. Er gab Chiara Lubich den Anstoß, innerhalb der Fokolar-Bewegung eine theologische Schule zu gründen, in der die Spiritualität in eine Beziehung mit Theologie, Philosophie und den anderen Wissenschaften tritt, die Scuola Abbà. Ebenso organisierte er konfessionsübergreifende Treffen von Bischöfen, die der Bewegung nahestanden, und schuf damit einen Ort, wo er seine ökumenische Variation der Goldenen Regel leben konnte: „Liebe die Kirche des anderen wie deine eigene!“ Eine innige Freundschaft verband ihn mit der Aachener Griechisch-orthodoxen Gemeinde, die er zuletzt noch eine Woche vor seinem Tod im Gottesdienst besuchte, als sein Freund Evmenios Tamiokakis zum Vikarbischof der Griechisch-orthodoxen Metropolie von Deutschland geweiht wurde.
Hemmerle war Kardinal Lehmann zufolge „nicht der Mann der großen Worte, aber seine leise Stimme hatte eine ungewöhnliche Kraft der Verkündigung“.

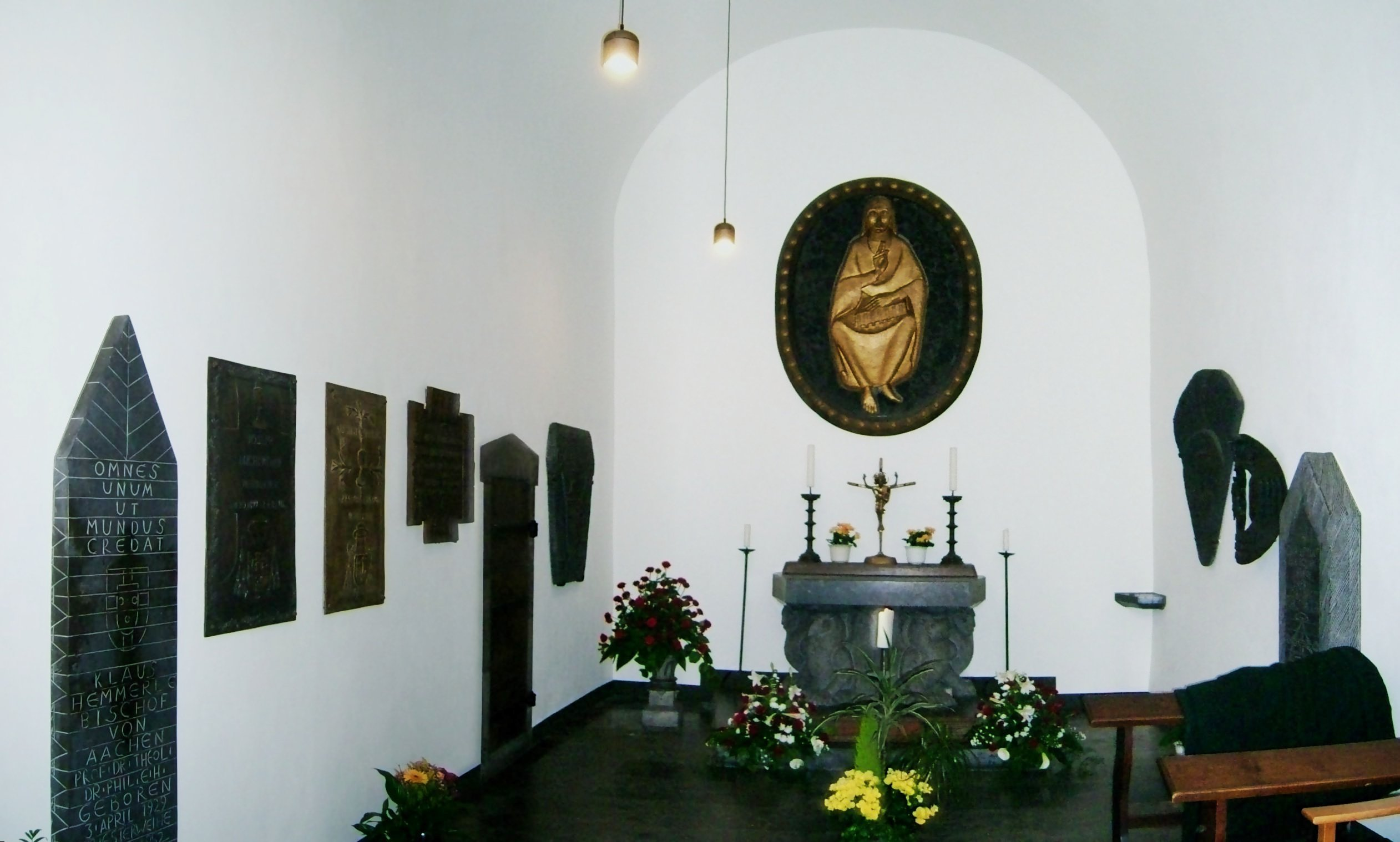
Kapelle über der Bischofsgruft des Aachener Doms, Gedenkstein Hemmerles im Bild ganz links

Hemmerle galt im Bistum Aachen als beliebt. Er starb an einer Krebserkrankung und wurde am 29. Januar 1994 unter großer Beteiligung der Bevölkerung in der Bischofsgruft des Aachener Doms, der Allerheiligenkapelle, beigesetzt. Fünf Kardinäle und mehr als 60 Bischöfe nahmen daran teil. Der damalige Vorsitzende der Deutschen Bischofskonferenz Karl Lehmann sagte dabei in seiner Predigt, dass an diesem Tag „vielleicht ein heiligmäßiger Priester und Bischof zu Grabe getragen ist, ohne dass wir es so recht gemerkt hätten“.
Hemmerles Nachfolger als Bischof von Aachen war Heinrich Mussinghoff.

## Ehrungen und Auszeichnungen
1982 erhielt Hemmerle das Komturkreuz mit Stern des Ritterordens vom Heiligen Grab, 1984 das Bundesverdienstkreuz erster Klasse und 1988 die Ehrendoktorwürde der RWTH Aachen.
Die Fokolar-Bewegung Deutschland vergibt alle zwei Jahre zu seinem Andenken den Klaus-Hemmerle-Preis.
Die Stadt Aachen benannte zu seinen Ehren eine Straße im Stadtteil Steinebrück Bischof-Hemmerle-Weg.
Nach ihm sind auch die Hospizgruppe des Malteser Hilfsdienstes in Grefrath und die Bischof-Klaus-Hemmerle-Stiftung zur Förderung pastoraler Dienste im Bistum Aachen benannt.

## Klaus-Hemmerle-Preis
Der undotierte Klaus-Hemmerle-Preis wurde in Deutschland 2004, zum zehnjährigen Todestag von Bischof Klaus Hemmerle, von der Fokolar-Bewegung gestiftet. Durch ihn werden alle zwei Jahre Personen geehrt, die sich im Sinne Hemmerles für den Dialog und die Verständigung zwischen den unterschiedlichen Kirchen, Religionen und Weltanschauungen engagieren.

### Bisherige Preisträger
- 2004: Ernst Ludwig Ehrlich, deutsch-Schweizer Judaist[7]
- 2006: Christian Krause, ehemaliger Landesbischof der Evangelisch-Lutherischen Kirche[8]
- 2008: Bartholomeos I., Ökumenischer Patriarch von Konstantinopel[9]
- 2010: Alfons Nossol, emeritierter Erzbischof von Oppeln/Polen[10][11]
- 2012: Hans Maier, ehemaliger bayerischer Kultusminister und langjähriger Präsident des Zentralkomitees der deutschen Katholiken[12]
- 2014: Ruth Pfau, Lepra-Ärztin in Pakistan[13]
- 2016: Noorjehan Abdul Majid, mosambikanische Ärztin für das AIDS-Behandlungsprogramm DREAM[14]
- 2018: Henry G. Brandt, Gemeinderabbiner der Israelitischen Kultusgemeinde Schwaben-Augsburg[15]
- 2020: Anastasios Yannoulatos, Erzbischof von Tirana, Durrës und ganz Albanien und Oberhaupt der autokephalen orthodoxen Kirche von Albanien[16]
- 2022: Hanna Suchocka, erste Ministerpräsidentin der Republik Polen[17]
- 2024: Michael Czerny, kanadisch-tschechischer Kardinal[18]

## Hemmerle-Professur
An der RWTH Aachen wurde von 2008 bis 2018 jedes Jahr eine nach Klaus Hemmerle benannte Stiftungsprofessur vergeben. Ziel war es, fach- und faktultätsübergreifende Fragestellungen zu thematisieren.
Inhaber der Hemmerle-Professur
| Jahr | Inhaber/-in              | Thematik |
| ---- | ------------------------ | --- |
| 2008 | Alberto da Silva Moreira | Theologie der Befreiung Religion angesichts von Globalisierungs- und Erderwärmungsszenarien Spiritualität des Konfliktes und soziale Bewegungen heute                                                                                 |
| 2009 | Ansgar Vössing           | |
| 2010 | Norbert Blüm             | Ethische Fragen zum Thema Arbeit |
| 2011 | Herta Däubler-Gmelin     | Menschenwürde und Menschenrechte |
| 2013 | Helmut Reuter            | Die Seele aus religiöser, psychologischer, tiefenpsychologischer und neuropsychologischer Sicht Bindung – ein menschliches Grundbedürfnis von Seneca bis ins Internetzeitalter Schöpferische Freiheit: Wie kann unser Leben gelingen? |
| 2014 | Hans Fahr                | Die Welt im Blick der Kosmologie: Lässt sich das Ganze verstehen? |
| 2015 | Carl Möller              | Anthropologie und Tiefenpsychologie |
| 2017 | Hans-Dieter Mutschler    | Dialog von Naturwissenschaft und Theologie Naturphilosophie und Technikphilosophie |
| 2018 | Axel Siegemund           | Grenzfragen von Theologie, Naturwissenschaft und Technik |

## Umgang mit Kindesmissbrauch
Hemmerle ermöglichte es in den 1980er Jahren einem Priester, der in den sechziger Jahren als Kaplan gegenüber Minderjährigen sexuell übergriffig geworden war, wieder als Seelsorger in einer Pfarrei im Bistum Aachen eingesetzt zu werden und damit wieder direkten Kontakt mit Kindern und Jugendlichen aufzunehmen. Als bekannt wurde, dass dieser Priester rückfällig geworden war, stellte Hemmerle sich dem betroffenen Personenkreis für persönliche Gespräche zur Verfügung. Er sagte den Opfern und ihren Familien persönlich Hilfe zu, bot Therapien an. 
Dafür wurde er laut einem im November 2020 veröffentlichten Gutachten bistumsintern kritisiert.

## Veröffentlichungen (Auswahl)
- Franz von Baaders philosophischer Gedanke der Schöpfung. SYMPOSION 13, Verlag Karl Alber,  Freiburg / München 1963
- Das Wort für uns. Meditationen. Verlag Herder, Freiburg im Breisgau 1976, 5. Auflage 1978, ISBN 3-451-17608-4.
- Gott und das Denken nach Schellings Spätphilosophie. Herder, Freiburg 1968
- Gottes Zeit, unsere Zeit, Jahreslesebuch, Hrsg. Erich Schick, Verlag Neue Stadt, Oberpframmern bei München, 4. Auflage, 2004. ISBN 978-3-87996-608-0
- Dein Wort an Gottes Ohr. Einübung ins Gebet, Verlag Neue Stadt, Oberpframmern bei München, durchgesehene Neuausgabe 2004. ISBN 978-3-7346-1008-0
- Linien des Lebens. Meditationsimpulse zum Johannesevangelium, Verlag Neue Stadt, Oberpframmern bei München, 2012. ISBN 978-3-87996-938-8
- Zum Thema Kirche, Hrsg. Wolfgang Bader, Verlag Neue Stadt, Oberpframmern bei München, 2. Auflage 2012. ISBN 978-3-87996-929-6
- Briefe an Kinder und junge Leute. Ein Bischof beantwortet Schülerfragen, Hrsg. Dorothee Mattes, Verlag Stadt, Oberpframmern bei München, 2000. ISBN 978-3-87996-518-2
- Zur Krippe durch die Hintertür. Weihnachtliches, Verlag Neue Stadt, Oberpframmern bei München, 2012. ISBN 978-3-87996-957-9
- An Gottes Ohr. Dr. Karl H. Salesny, Wien 2019.